# Section23 Films
Section23 Films est un distributeur multimédia américain spécialisé dans les animes et les films japonais.  Fondé en 2009, Section23 Films est l'un des cinq successeurs d'ADV Films, aussi bien que le distributeur pour Sentai Filmworks et Switchblade Films. ADV a annoncé le 1er septembre 2009 vendre ses biens sous la forme de groupes d'entreprises, incluant Section 23. L'entreprise est basé à Houston au Texas et a « SXION 23, LLC » comme nom légal.